# Distrito histórico de Sutton Place
El Distrito histórico de Sutton Place (en inglés: Sutton Place Historic District) es un distrito histórico ubicado en Nueva York, Nueva York. El Distrito histórico de Sutton Place se encuentra inscrito como un Distrito Histórico en el Registro Nacional de Lugares Históricos desde el 12 de septiembre de 1985. 

## Ubicación
El Distrito histórico de Sutton Place se encuentra dentro del condado de Nueva York en las coordenadas 40°45′28″N 73°57′57″O / 40.757778, -73.965833.